# Torneo de las Cinco Naciones 1970
El Torneo de las Cinco Naciones de 1970 fue la 76° edición del principal Torneo del hemisferio norte de rugby.
El torneo fue compartido entre Gales y Francia.

## Clasificación
| Lugar | Selección  | Partidos | Partidos | Partidos  | Partidos | Puntos  | Puntos    | Puntos | Tabla de puntos |
| Lugar | Selección  | Jugados  | Ganados  | Empatados | Perdidos | A favor | En contra | dif.   | Tabla de puntos |
| ----- | ---------- | -------- | -------- | --------- | -------- | ------- | --------- | ------ | --------------- |
| 1     | Francia    | 4        | 3        | 0         | 1        | 60      | 33        | +27    | 6               |
| 1     | Gales      | 4        | 3        | 0         | 1        | 46      | 42        | +4     | 6               |
| 3     | Irlanda    | 4        | 2        | 0         | 2        | 33      | 28        | +5     | 4               |
| 4     | Escocia    | 4        | 1        | 0         | 3        | 43      | 50        | -7     | 2               |
| 5     | Inglaterra | 4        | 1        | 0         | 3        | 40      | 69        | -19    | 2               |

## Resultados
| 10 de enero | Escocia | 9 - 11 | Francia | Estadio Murrayfield, Edimburgo |  |

| 24 de enero | Francia | 8 - 0 | Irlanda | Stade Olympique Yves-du-Manoir, Colombes |  |

| 7 de febrero | Gales | 18 - 9 | Escocia | Cardiff Arms Park, Cardiff |  |

| 14 de febrero | Inglaterra | 9 - 3 | Irlanda | Twickenham Stadium, Londres |  |

| 28 de febrero | Inglaterra | 13 - 17 | Gales | Twickenham Stadium, Londres |  |

| 28 de febrero | Irlanda | 16 - 11 | Escocia | Lansdowne Road, Dublín |  |

| 14 de marzo | Irlanda | 14 - 0 | Gales | Lansdowne Road, Dublín |  |

| 21 de marzo | Escocia | 14 - 5 | Inglaterra | Estadio Murrayfield, Edimburgo |  |

| 4 de abril | Gales | 11 - 6 | Francia | Cardiff Arms Park, Cardiff |  |

| 18 de abril | Francia | 35 - 13 | Inglaterra | Stade Olympique Yves-du-Manoir, Colombes |  |

## Premios especiales
- Copa Calcuta:  Escocia